# Maurice Bourgès-Maunoury
Maurice Bourgès-Maunoury (ur. 19 sierpnia 1914 w Luisant, zm. 10 lutego 1993 w Paryżu) – francuski polityk, premier.
Był politykiem Partii Radykalnej. Od lutego 1955 do grudnia 1955 i od listopada 1957 do kwietnia 1958 był ministrem spraw wewnętrznych w rządach Edgara Faurego i Félixa Gaillarda. Od 12 czerwca do 30 września 1957 był premierem IV Republiki Francuskiej.